# Nadia Ghulam
Nadia Ghulam Dastgir (Kabul, 4 giugno 1985) è una scrittrice e attivista afghana che ha trascorso dieci anni fingendosi suo fratello morto per eludere le critiche dei talebani contro le donne.
Il suo libro sulle sue esperienze, scritto con Agnès Rotger e pubblicato nel 2010, El secret del meu turbant ("Il segreto del mio turbante"), ha vinto il Premio Prudenci Bertrana per la narrativa.

## Biografia
Nel 1993, una parte della casa della famiglia di Ghulam fu distrutta da una bomba. Da ragazzina, Ghulam trascorse un totale di due anni in diversi ospedali per curare le ferite riportate nel bombardamento. Dopo che i talebani presero il controllo di Kabul, all'età di 11 anni Nadia decise in accordo con la madre di travestirsi da ragazzo, adottando l'identità del fratello morto Zelmai, in modo da poter uscire di casa da sola e poter lavorare per mantenere la propria famiglia. Nella sua identità fittizia, ha studiato il Corano, è diventata assistente in una moschea e all'età di 16 anni le è stato concesso di riprendere gli studi.
Con lo scoppio della nuova guerra in Afghanistan all'inizio del XXI secolo, la storia di Ghulam divenne nota ad alcuni occidentali e fu alla base del film del 2003 Osama. Nel 2006 l'Associazione per i diritti umani in Afghanistan, una ONG internazionale con sede a Kabul, ha consentito il suo trasferimento in Catalogna, in Spagna, dove ha subito un intervento di chirurgia ricostruttiva facciale. Nel 2009 ha conseguito una laurea in Informatica presso l'Institut La Pineda, a Badalona (Spagna).
Nel 2010, con Agnès Rotger, ha pubblicato El secret del meu turbant ("Il segreto del mio turbante"), col quale ha vinto il Premio Prudenci Bertrana per la narrativa. Nel 2011 ha conseguito un altro diploma in Integrazione sociale all'Institut Eugeni d'Ors di Badalona.
Nel 2014, insieme a Joan Soler i Amigó, ha pubblicato Contes que em van curar ("Storie che mi hanno curato"), che ha ricevuto la Menzione Speciale Mare Terra, e nel 2016, con Javier Diéguez, La primera estrella de la noche ("La prima stella della notte"). Nel 2016 ha conseguito una laurea in Educazione sociale e nel 2019 un master in Sviluppo internazionale. È apparsa anche in Nadia, un documentario drammatizzato di Carles Fernández Giua sulla sua storia.
Nel 2016, Ghulam ha fondato Ponts per la pau, una ONG che fornisce corsi di lingua per gli immigrati in Catalogna e assiste anche i bambini delle scuole in Afghanistan con materiali e compiti scolastici.

## Premi e riconoscimenti
- 2010: Premio letterario Girona: Premio Prudenci Bertrana per El secret del meu turbant
- 2016: Primis Trencant Invisibilitats 2016 per la trasformazione sociale e il superamento degli stereotipi di genere, Consiglio municipale delle donne, Badalona (Spagna)
- 2020: Premis Ones Mención especial Mare Terra della XXVI edizione dei Premis Ones Mediterrània, per l'attivismo e la costruzione della pace in Catalogna
- 2020: Premio di azione socio-educativa ed e-inclusive, Esplai Foundation for Committed Citizenship[7]